# Râpa Volodeni
Râpa Volodeni este un monument al naturii de tip geologic sau paleontologic în raionul Edineț, Republica Moldova. Este amplasat între satele Volodeni și Bleșteni. Are o suprafață de 6 ha conform Legii ariilor protejate sau 7,2 ha conform unor măsurări mai recente. Obiectul este administrat de Primăria comunei Bleșteni.

## Descriere
Ca amplasament geologo-paleontologic, râpa Volodeni a fost descoperită și descrisă în 1947 de geologul Ion Suhov. În calitate de angajat al Institutului de Paleontologie al Academiei de Științe a Rusiei, Suhov a colectat amprente de insecte, pești și plante din argilele albăstrui interrecifale ale Sarmațianului inferior (Volhinian). Rezultatele cercetărilor specialiștilor de la Academia Rusă, însă, nu sunt cunoscute. În literatura de specialitate râpa este menționată de B. Rodendorf, care, în articolul „Cercetări paleontologice în URSS”, scria că descoperirea paleontologică de la Volodeni este un fenomen rar pentru Moldova.

## Statut de protecție
Obiectivul a fost luat sub protecția statului prin Hotărîrea Sovietului de Miniștri al RSSM din 8 ianuarie 1975 nr. 5, iar statutul de protecție a fost reconfirmat de Legea nr. 1538 din 25 februarie 1998 privind fondul ariilor naturale protejate de stat. Deținătorul funciar al monumentului natural este Primăria comunei Bleșteni.
Conform situației din anul 2016, aria naturală nu are un panou informativ și nici borne de delimitare a zonei protejate. Dată fiind lipsa unor studii asupra acestui obiect, este necesară efectuarea unor cercetări geologice și paleontologice.

## Galerie de imagini

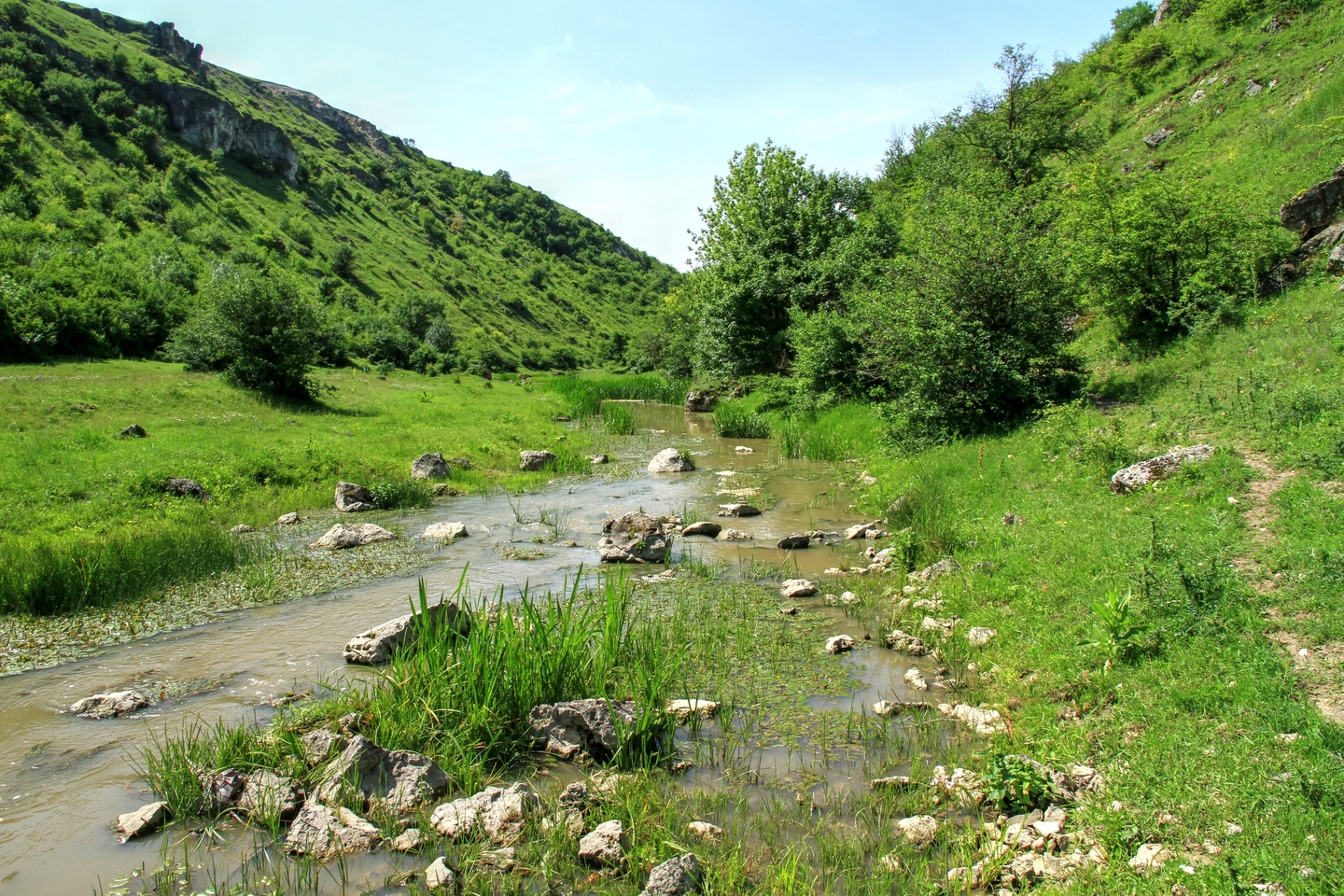
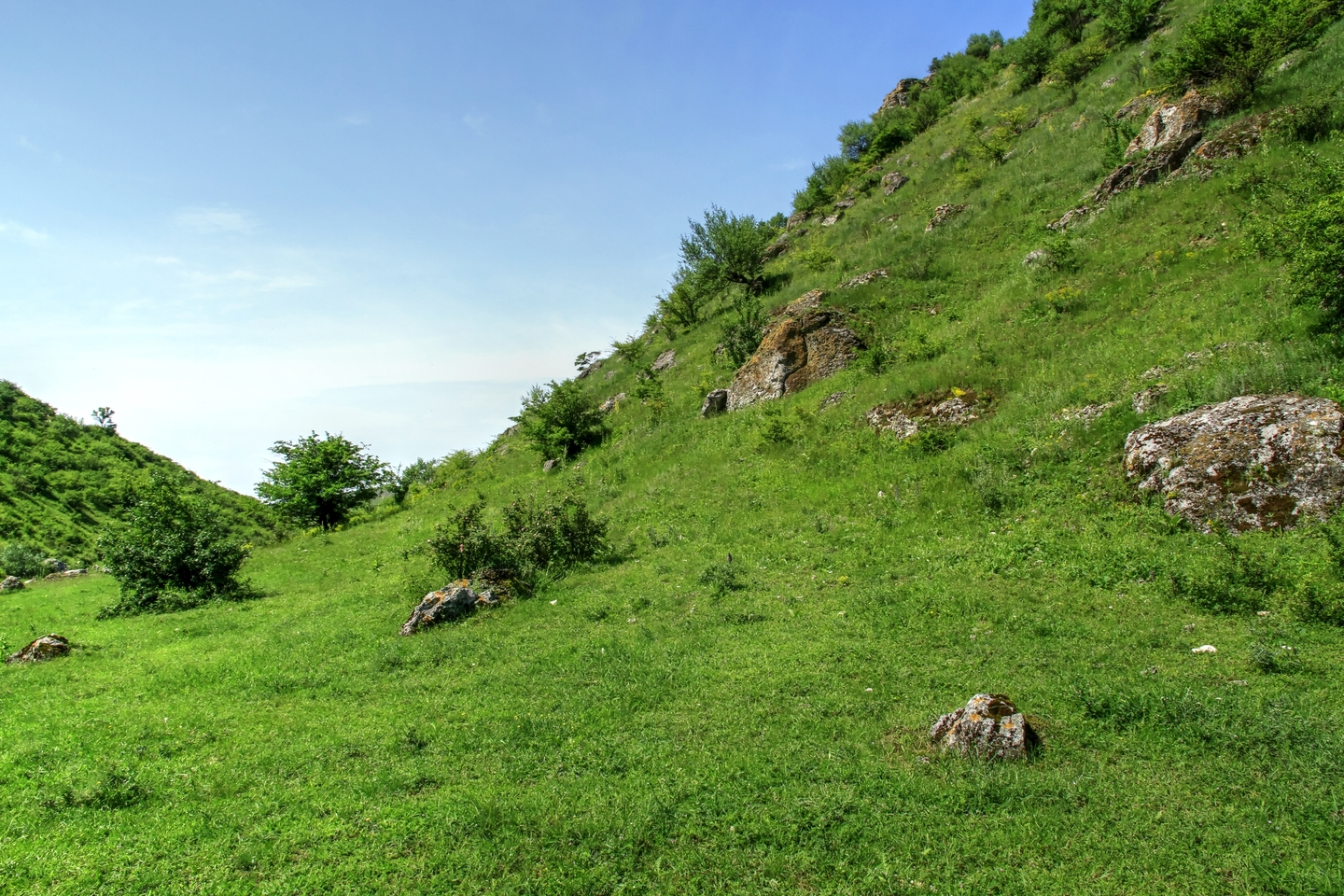
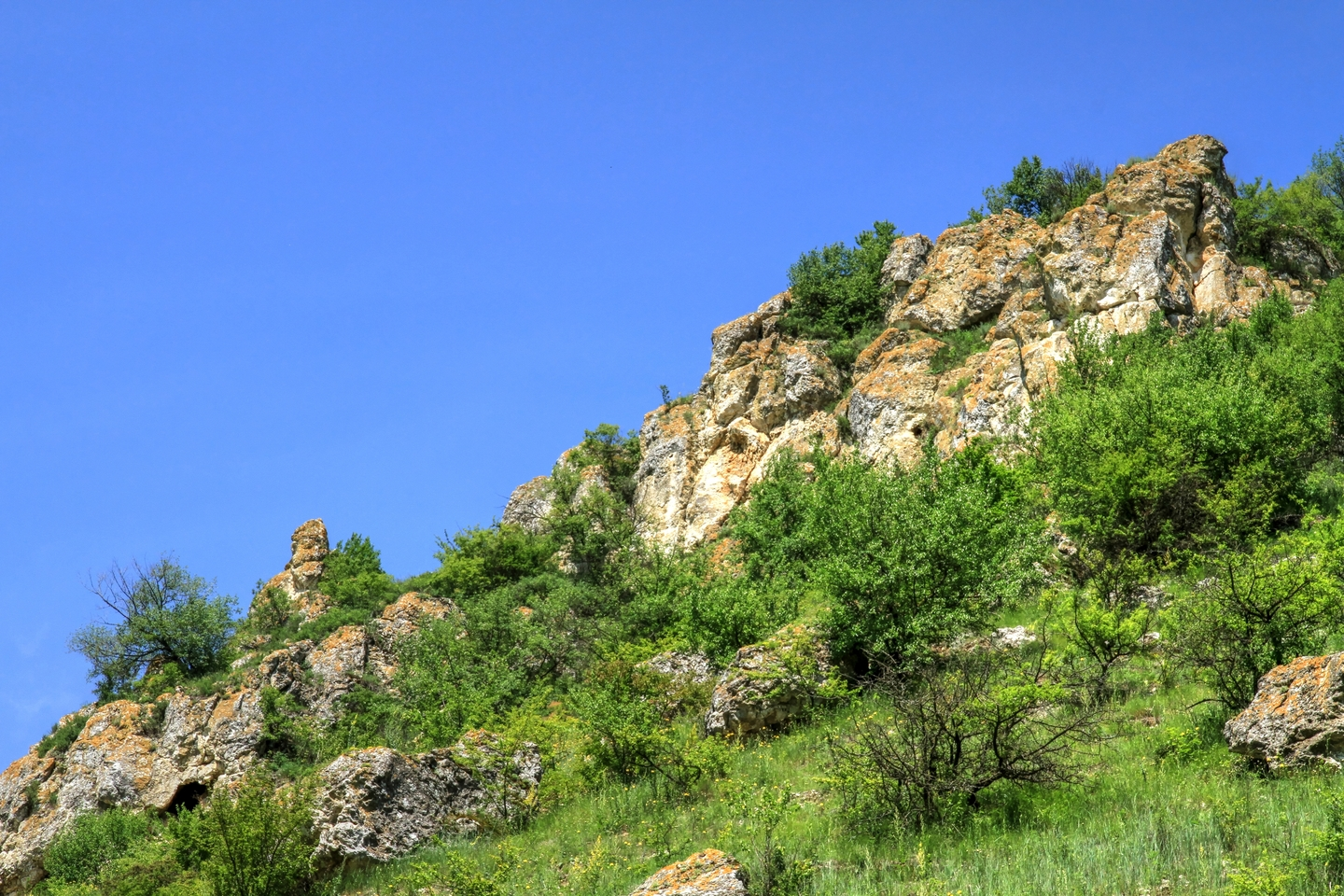
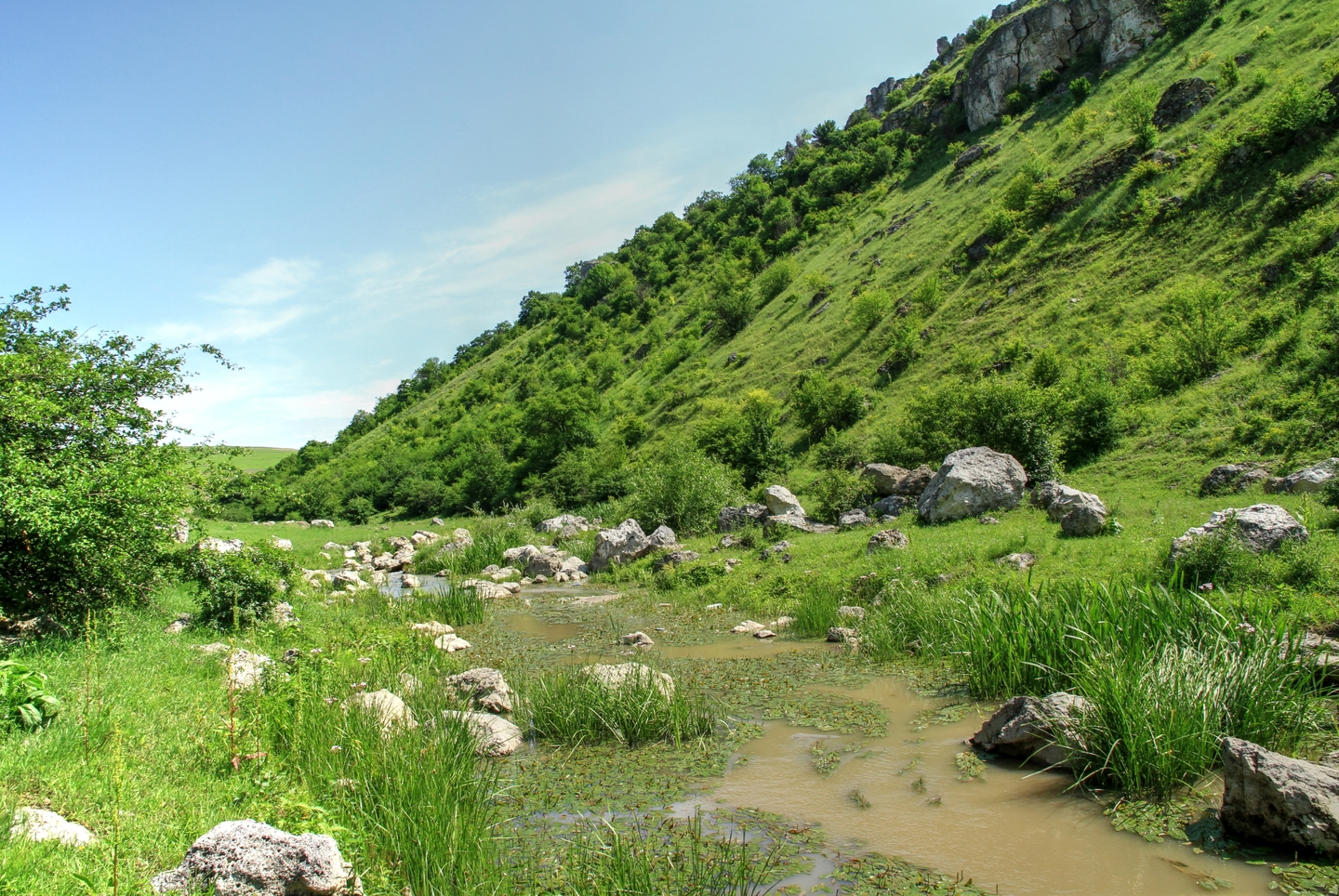